# Horst Scheffler (Theologe)

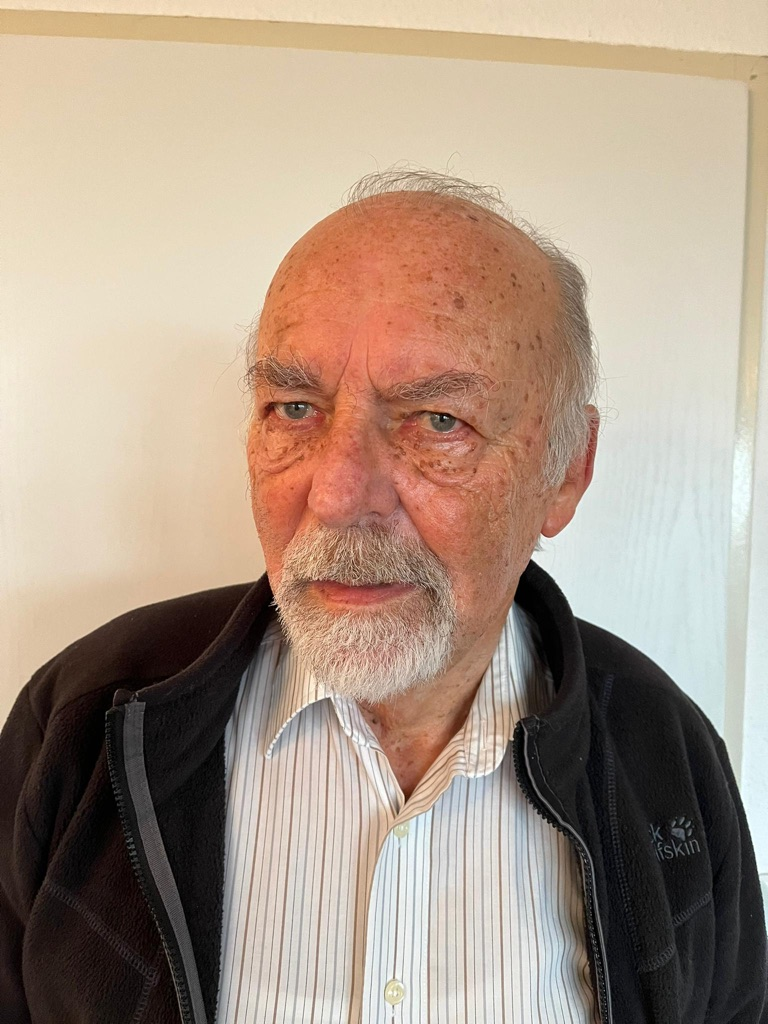
Horst Scheffler 2025

Horst Scheffler (* 31. Januar 1945 in Lauban, Provinz Niederschlesien (heute Lubań, Woiwodschaft Niederschlesien))  ist ein deutscher evangelischer Theologe und war insbesondere im Bereich der Evangelischen Militärseelsorge tätig.

## Leben

### Herkunft, Ausbildung und Familie
Scheffler wuchs nach der Flucht aus seinem Geburtsort Lauban mit seiner Schwester bei den Eltern in Aschaffenburg auf, wo er 1965 das Abitur ablegte und anschließend ein Studium der evangelischen Theologie an der Augustana-Hochschule Neuendettelsau (1965–1967) und an der Evangelisch-Theologischen Fakultät der Uni Bonn (1967–1972) absolvierte. Gleichzeitig studierte er einige Semester Pädagogik an der damaligen Pädagogischen Hochschule Bonn.
Bereits im Elternhaus und in der Schulzeit befasste sich Scheffler mit den Themen, die sein Leben weiterhin bewegen sollten. Dies sind der Krieg, seine Ursachen und Folgen sowie seine Ächtung und Überwindung. Seine Schwester und er sahen die Kriegsfolgen zunächst an ihrem schwer kriegsversehrten beinamputierten Vater. Scheffler nahm das Kriegsthema zunächst literarisch auf, befasste sich mit Autoren wie Walter Flex, Ernst Jünger, Erich Maria Remarque und Wolfgang Borchert. Mit Hertha Borchert, der Mutter von Wolfgang Borchert, stand er im Briefwechsel. Die diesem Thema immanenten Fragen nach Leben und Tod führten ihn zum Studium der Theologie.
Im Pädagogikstudium traf Scheffler auf den Religionspädagogen Hans-Dieter Bastian („Theologie der Frage“). Dieser wies Scheffler den Weg zur Evangelischen Militärseelsorge.
Nach dem Vikariat bei der Evangelischen Militärseelsorge in Bonn und einer Gemeinde im nahe gelegenen Bornheim von 1972 bis 1975 und dem Gemeindepfarramt in Rodenkirchen (Köln) von 1975 bis 1976, empfing er dort am 15. Juni 1975 die Ordination.
Seit 1968 ist er mit der ehemaligen Grundschullehrerin Gisa Scheffler, geb. Mühlen verheiratet, mit welcher er drei Kinder und elf Enkel hat. Er lebt seit 1998 in Zornheim, nachdem er seit 1989 in Mainz-Ebersheim gelebt hatte.

### Berufliches Wirken
Nach dem Studium war Scheffler dreißig Jahre lang im Bereich der Evangelischen Militärseelsorge tätig. Von 1976 bis 1984 war er beim seinerzeit größten Standort der Bundeswehr in Koblenz als Standortpfarrer und Dozent am Zentrum Innere Führung (ZInFü) eingesetzt. Hieran schlossen sich von 1984 bis 1988 eine Verwendung als Wissenschaftlicher Direktor in München am seinerzeitigen Sozialwissenschaftlichen Institut der Bundeswehr (SOWI) und von 1988 bis 2002 als Leitender Evangelischer Wehrbereichsdekan im Wehrbereich IV, davon ab 2001 als Leitender Militärdekan im Wehrbereich II in Mainz, an. Danach arbeitete er von 2002 bis 2006 als Leitender Wissenschaftlicher Direktor am seinerzeitigen Militärgeschichtlichen Forschungsamt (MGFA) wahr. Im Anschluss wurde er pensioniert.
Scheffler ist ein engagierter Prediger, der auch im Ruhestand regelmäßig mit Gemeinden deutschlandweit Gottesdienst feiert. Seit 1975 veröffentlicht er Predigten und Andachten in den Pastoralblättern des Verlag Kreuz, jetzt in der Verlagsgruppe Herder Freiburg. Ebenfalls seit 1975 veröffentlicht er nahezu jährlich Beiträge im Jahrbuch der Evangelischen Militärseelsorge. Friedensethisch und sicherheitspolitisch tritt Scheffler im Sinne der Konzeption des Gerechten Friedens für eine Transformation nationaler Streitkräfte in die Strukturen einer Internationalen Polizei ein.

### Nebenberufliche Tätigkeiten
- Seit 1975 Mitglied im Verband Deutscher Schriftsteller (VS), heute Verband deutscher Schriftstellerinnen und Schriftsteller (VS) in der Gewerkschaft ver.di und in der Künstlergilde Esslingen(Fachgruppe Literatur)
- Seit 1977 Mitglied im Arbeitskreis Militär und Sozialwissenschaften (AMS)
- Seit 2004 Mitglied in der Fördergesellschaft für den Wiederaufbau der Garnisonkirche Potsdam und Unterzeichner des Rufes aus Potsdam
- Seit 2017 Mitglied im Arbeitskreis Frieden und Konflikt der Evangelischen Akademie Frankfurt
- Von 1983 bis 1996 Beisitzer bei der seinerzeitigen Bundesprüfstelle für jugendgefährdende Schriften (BPjS) in Bonn
- Von 2007 bis 2017 ehrenamtlicher Vorsitzender der Aktionsgemeinschaft Dienst für den Frieden (AGDF) in Bonn
  - Zwischen 2009 und 2018 zusätzlich Vorsitzender des Vereins für Friedensarbeit im Raum der EKD (VfF)
- Bis 2002  berufenes Mitglied der Landessynode  und des Ausschusses für Öffentliche Verantwortung der Evangelischen Kirche im Rheinland (EKiR)
- Bis 2011 Mitglied  im jetzt aufgelösten Beirat Frieden und Konflikt der Ev. Kirche in Hessen und Nassau  (EKHN)
- Von 1995 bis 2019 Mitglied in der Rüstungsexportgruppe der Gemeinsamen Konferenz Kirche und Entwicklung (GKKE), hierbei Mitautor von deren jährlichen Rüstungsexportbericht
- Von 2011 bis 2019 im Trägerkreis der Aktion Aufschrei – Stoppt den Waffenhandel
- 2018 Mitbegründer der Christlich-muslimischen Friedensinitiative Deutschland (CMFD)

## Publikationen (Auswahl)

### Lyrik
- Kreuzwege: in Dietlind an der Au /Franz Heinz / Horst Scheffler: Unter dem Himmel der Treue im Garten der Hoffnung, Schriftenreihe der Künstlergilde, Band 21, Delp München 1979, S. 75–97
- ... geradeaus in den Tod. Phantasien vom Sterben. Mit Graphiken von Beate Musäus, Martin Verlag Buchheim/Allgäu 1982
- Passion in Saus und Braus. Postmoderne Perspektiven. Gedichte und Aphorismen, Bogendrucke Edition Transport, Herp München 1988

### Beiträge
- Die Verantwortung von Christ, Kirche und Theologie in der Entscheidung zwischen Krieg und Frieden im atomaren Zeitalter, Zentrum Innere Führung, Koblenz 1979
- Mit Udo Pfefferkorn: Das Gespräch. Begleitende Anmerkungen zum Verhaltenstraining, Zentrum Innere Führung, Koblenz 1980
- Die Bergpredigt – Ursprung, Inhalt und Auslegungsgeschichte, Evangelisches Kirchenamt für die Bundeswehr (EKA), Bonn 1982
- Zuspruch und Anspruch. Drei Vorträge über Aufgaben und Stellung der Christen im Staat, Beiträge aus der evangelischen Militärseelsorge, Heft 48, Bonn-Bad Godesberg 1984
- Mit Paul Klein: Der Lebenskundliche Unterricht in der Bundeswehr im Urteil von Militärpfarrern und Soldaten, Sozialwissenschaftliches Institut der Bundeswehr, Berichte, Band 44, München 1987
- Mit Gerhart Herold (Hg.): Zwischen Kanzel und Birkenkreuz. Evangelische Militärpfarrer in Bayern. Jürg Diegritz zum 60. Geburtstag, Rothenburg ob der Tauber 1988
- Mit Hermann Düringer (Hg.): Internationale Polizei – Eine Alternative zur militärischen Konfliktbearbeitung, Frankfurt 2002
- Mit Sarah Jäger: (Hg.): Frieden und Gerechtigkeit in der Bibel und in kirchlichen Traditionen. Politisch-ethische Herausforderungen, Band 1, Wiesbaden 2018
- Mit Dirk Harmsen / Stefan Maaß / Theodor Ziegler (Hg.): Weltinnenpolitik und Internationale Polizei. Neues Denken in der Friedens- und Sicherheitspolitik, Göttingen 2023